# Maurycy Gomulicki
Maurycy Gomulicki (ur. 27 marca 1969 w Warszawie) – polski artysta grafik, fotograf, autor instalacji plastycznych i krótkich form filmowych.

## Życiorys
Studiował na Wydziale Grafiki ASP w Warszawie (1987–1992). W 1992 otrzymał dyplom z grafiki warsztatowej (u prof. Rafała Strenta) i malarstwa (u prof. Jerzego Tchórzewskiego). W latach 1992–1993 studiował także na Facultat de Beaux Arts uniwersytetu w Barcelonie, w 1994 w  Nuova Accademia di Belle Arti w Mediolanie, a w latach 1997–1998 w Centro Multimedia del Centro Nacional de las Artes.
Swoje prace - grafiki komputerowe, rysunki, instalacje, fotografie, prezentował m.in. w Muzeum Warszawskiej ASP, Centrum Sztuki Współczesnej Zamek Ujazdowski i Małej Galerii ZPAF CSW w Warszawie, Galerii FF w Łodzi, Centre d'Art Contemporain w Grenoble (1992), Ernst Múzeum w Budapeszcie (1997), a także podczas Triennale of Painting i Triennale of Print w Osace (1990, 1991), Miesiąca Fotografii w Bratysławie (1997), Energy Stills, SAPS, México DF, Meksyk (2003), "Za czerwonym horyzontem"/"Beyond The Red Horizon" (CSW Zamek Ujazdowski, Warszawa, ROSIZO/Moskwa; 2004), Videobrasil, SESC, São Paulo, Brazylia - Detonadores, OPA, Guadalajara, Meksyk (2005).
Konsultant i współautor fotografii w projekcie pn.: "ABCDF - słownik wizualny Meksyku
Miasta" (2000–02). W latach 2003–05 jego projekt Air Bridge został zrealizowany w ramach: InSite – Art Practices in the Public Domain w San Diego (USA) i Tijuana w Meksyku. 
W piśmie Machina prowadził rubrykę pt. Rzecz kultowa, o najdziwniejszych gadżetach świata (później we Fluidzie). W ramach projektu "MEXXXICO Erotica Shop" zaprojektował w Meksyku, wspólnie z Jorge Covarrubias i Salvador Quiroz, sieć różowych sex-shopów. W 2006 w CSW Zamek Ujazdowski w Warszawie zaprezentował wystawę Pink not dead!, międzynarodowy projekt z udziałem zaproszonych przez niego artystów z Polski i Meksyku. W 2018 zaprezentował wystawę Dziary, projekt, który tworzył przez 11 lat, prezentował tam zbiór zdjęć tatuaży przede wszystkim byłych więźniów i marynarzy. Wszystkie zdjęcia były wykonane w Polsce. Oprócz wystawy ukazał się także photobook. 
29 października 2019 prowadził uroczyste obchody dziesięciolecia instalacji Światłotrysk, którą zaprojektował. 
W 2013 zaprojektował rzeźbę Melancholia dla parku Strzeleckiego w Tarnowie, w 2019 roku rzeźba została przewieziona do Warszawy, poddana konserwacji i oddana w depozyt Parku Rzeźby w Królikarni (Muzeum Rzeźby im. Xawerego Dunikowskiego, Oddział Muzeum Narodowego w Warszawie), gdzie eksponowana jest od października 2019 do 2022 roku. W 2014 powstała rzeźba w ramach projektu "Poruszenie Formy". Znajduje się przy skrzyżowaniu ul. Traugutta i Grobli św. Jerzego w Elblągu (140 x 140 cm). 
Przez szereg lat był również autorem okładek do książek naukowych w wydawnictwie PWN oraz ilustracji dla dzieci w tygodniku Pentliczek. Publikował m.in. w pismach Fluid, Piktogram - talking pictures magazine i Trzaskopismo. Zilustrował ponadto meksykańskie wydanie Iwony, księżniczki Burgunda Witolda Gombrowicza (Yvonne, Princesa de Borgoña Mexico: El Milagro, 1996). 
Autor 5 filmów animowanych. W latach 1998–2006 przygotowywał ponadto autorskie kalendarze dla drukarni Delta. Wydał, wspólnie z Jeronimo Hagermanem, album fotograficzny pt.: "Funebre", poświęcony fantazjom pogrzebowym w różnych częściach świata (Editorial Diamantina, Meksyk 2006). W grudniu 2007 r. ukazał się album jego fotografii z Warszawy pt. W-wa (Fundacja "Bęc Zmiana" 2007, ISBN 978-83-925107-0-3).
Jest wnukiem Juliusza Wiktora Gomulickiego, który zastępował mu wcześnie zmarłego tragicznie ojca, Rogera Gomulickiego (1940–1974). Mieszka w Warszawie i Meksyku.

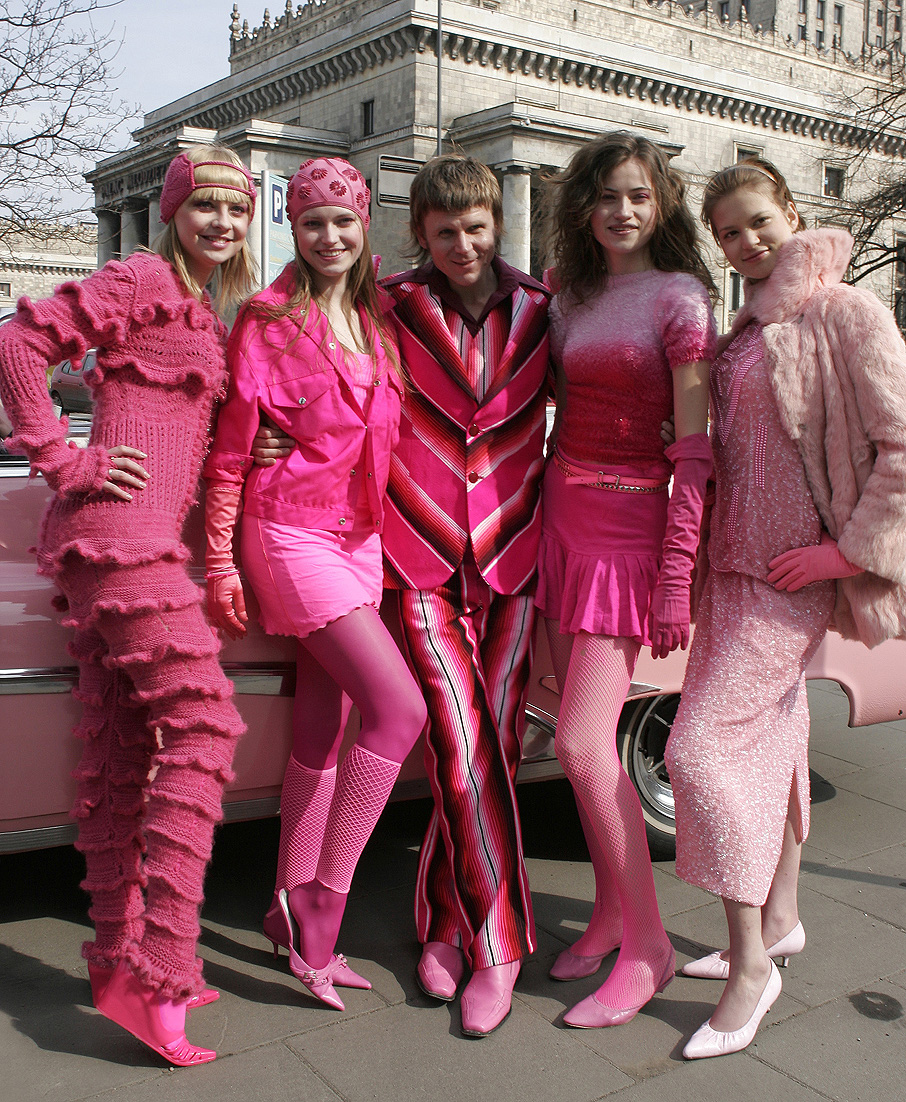
Maurycy Gomulicki (2006)
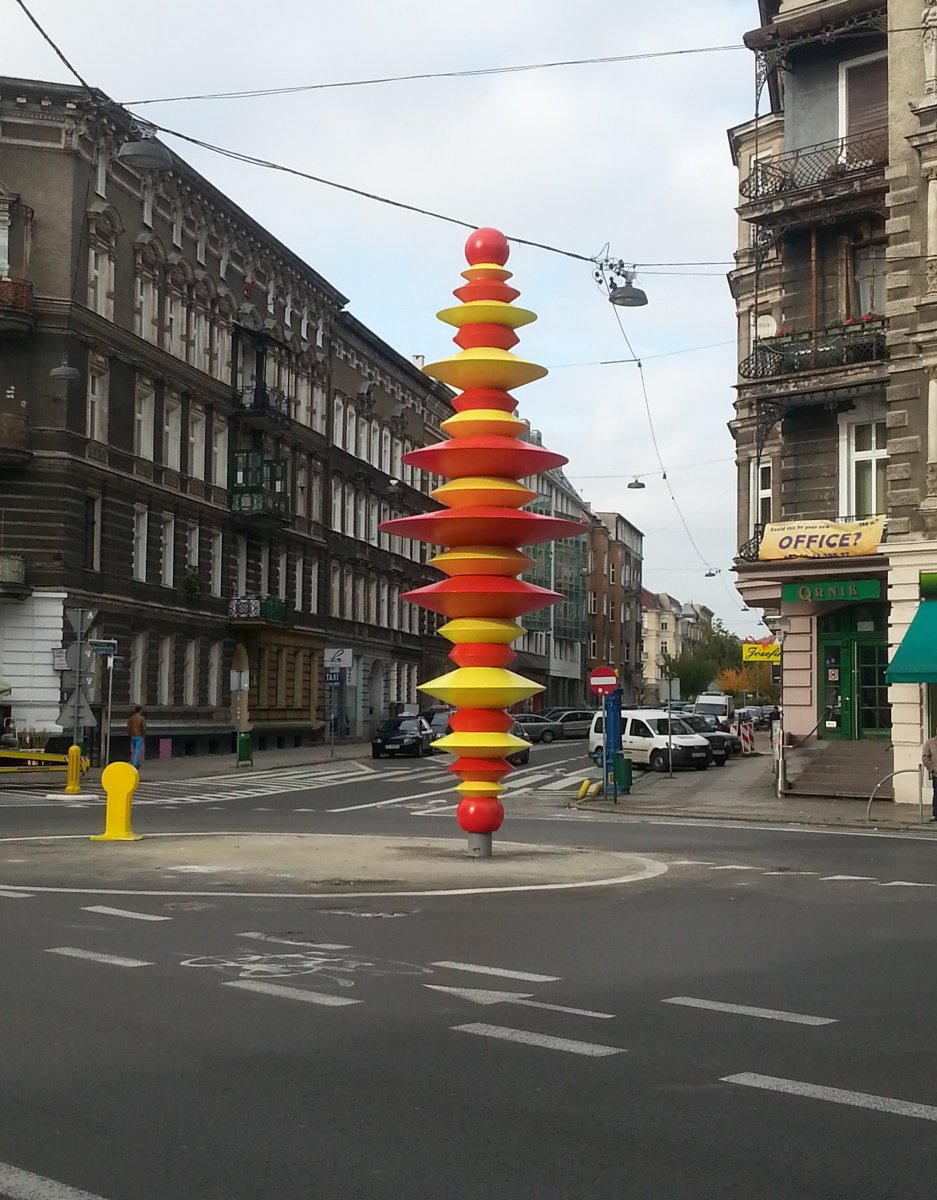
„Fryga” Szczecin
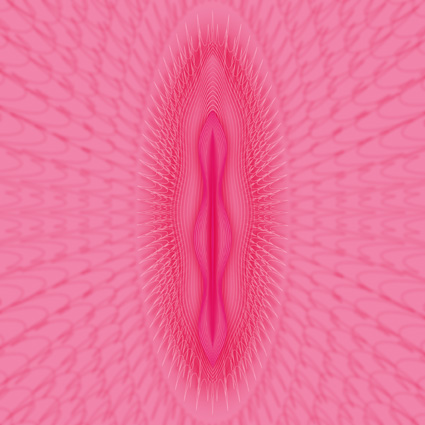
„Vaginette” (1999) (z archiwum artysty)
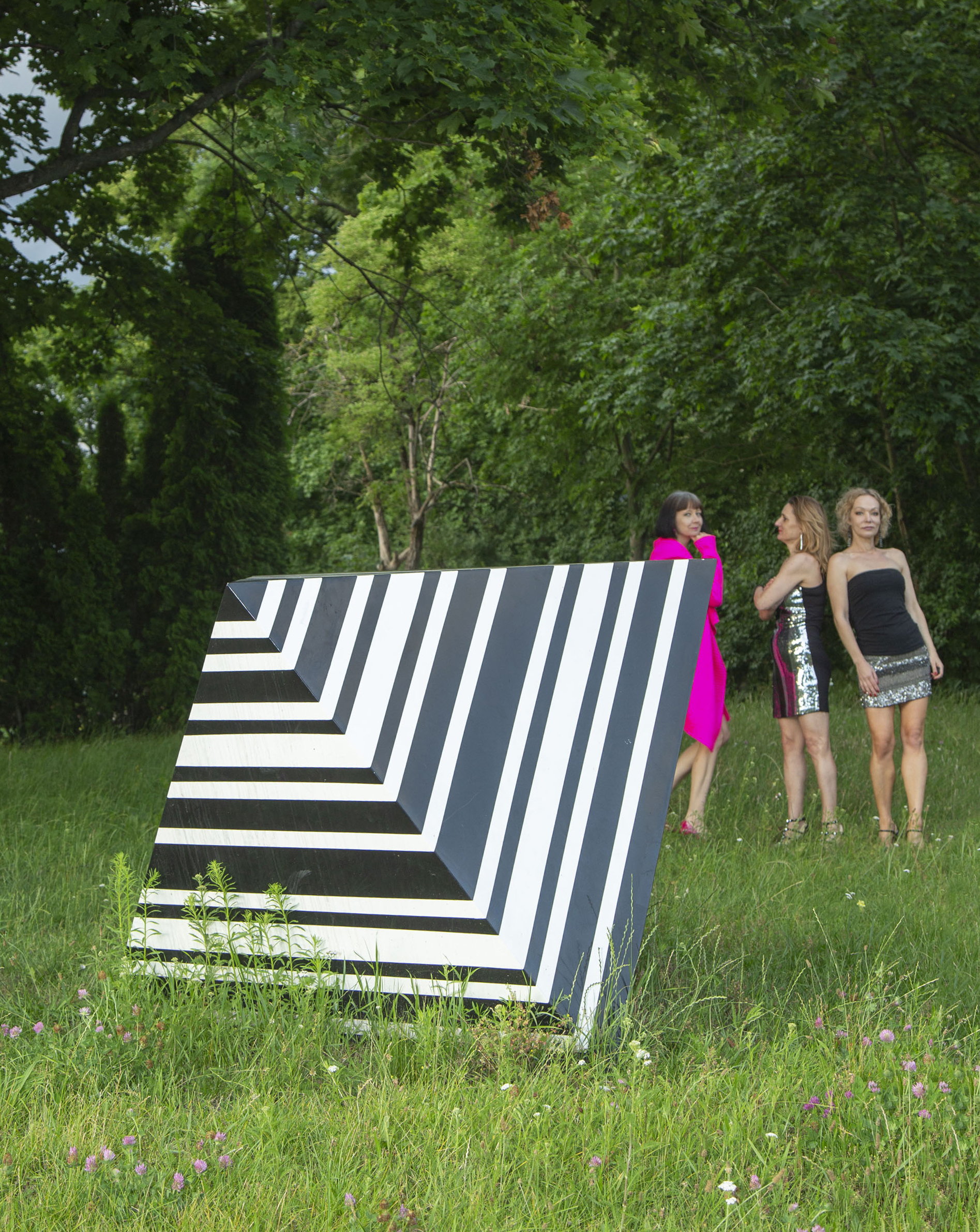
Rzeźba została stworzona w ramach projektu „Ruchome Formy” w 2014 roku w Elblągu
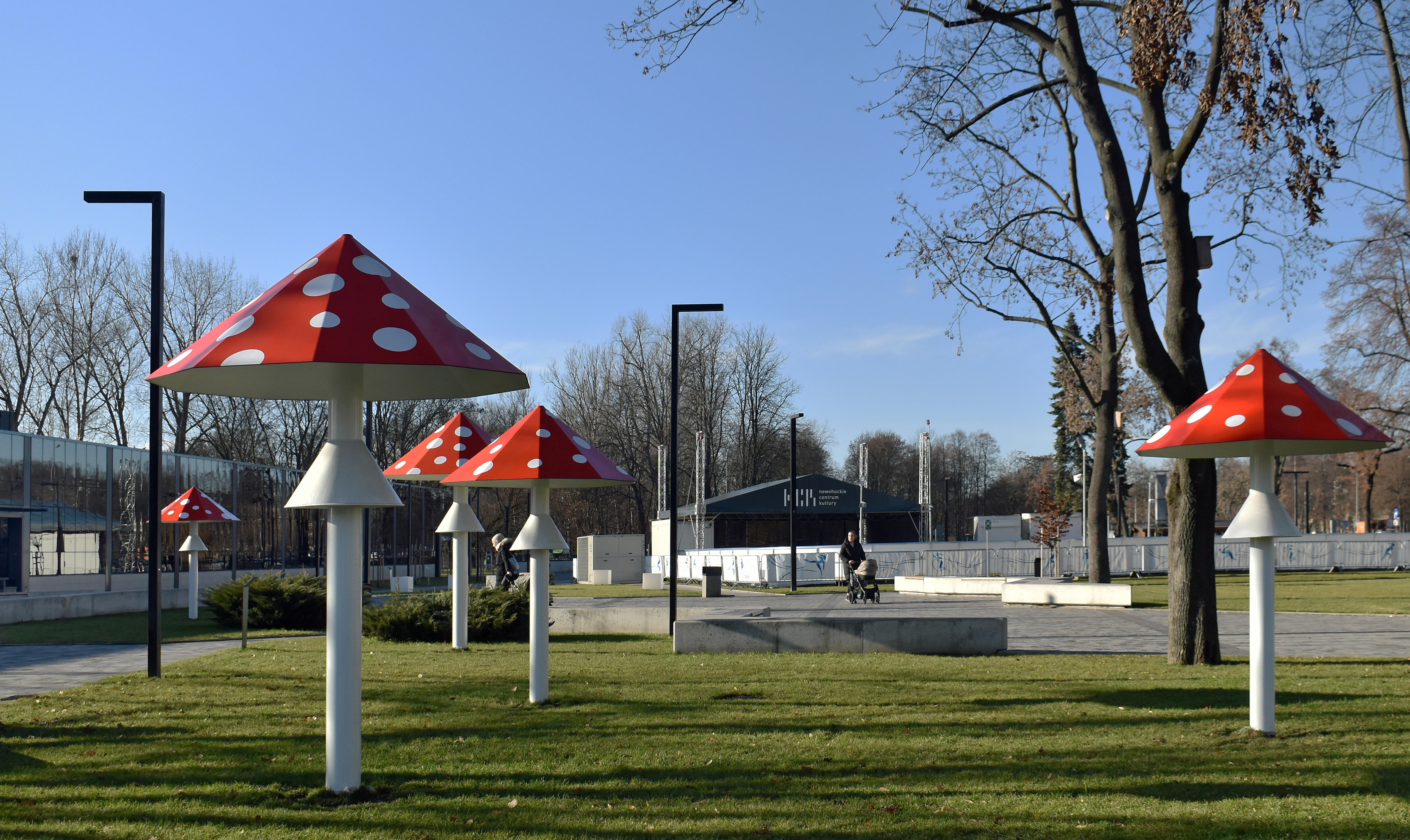
„Muchomory” instalacja (2014) Kraków, NCK
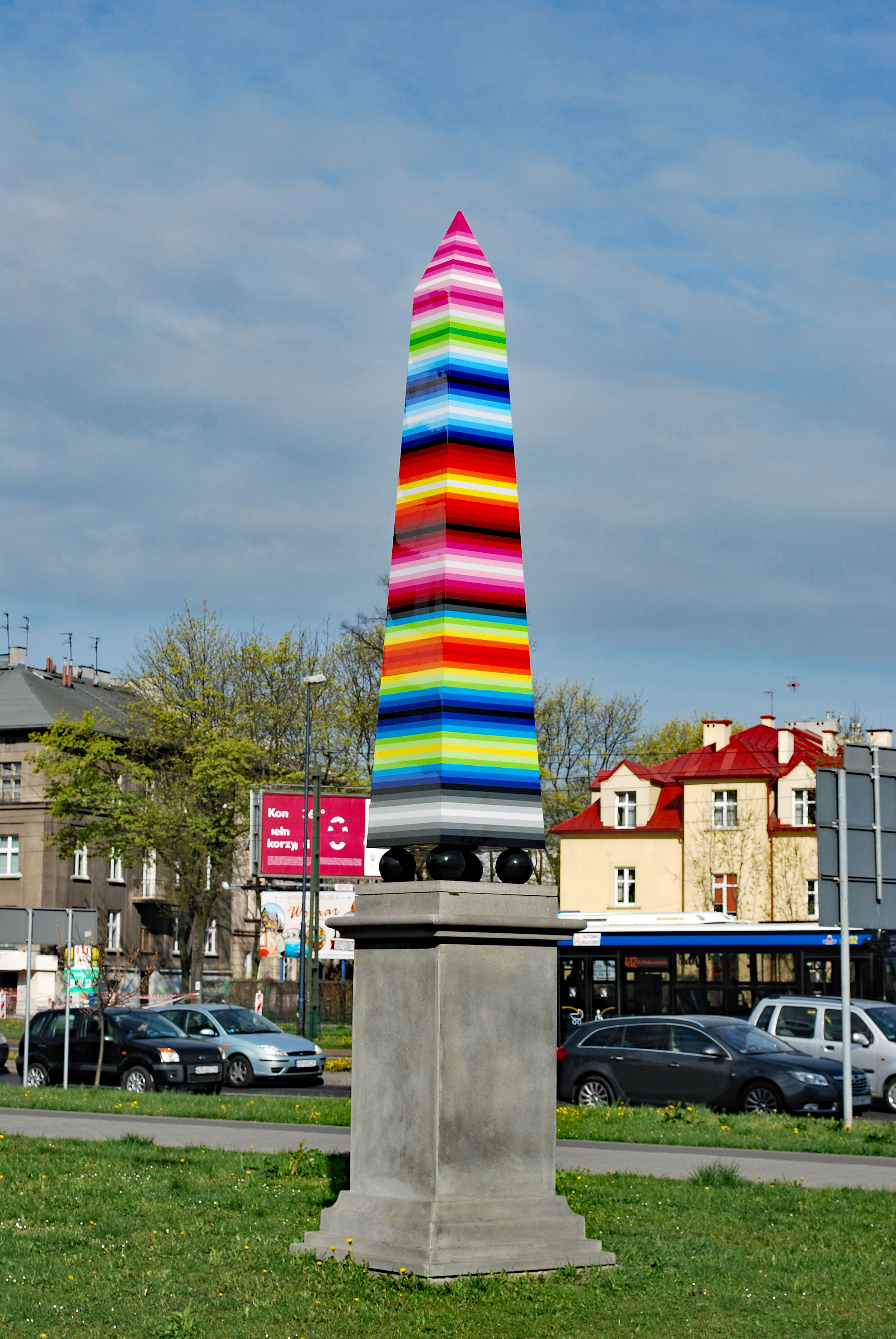
„Obelisk” instalacja (2014), Kraków, ul. Monte Cassino 2
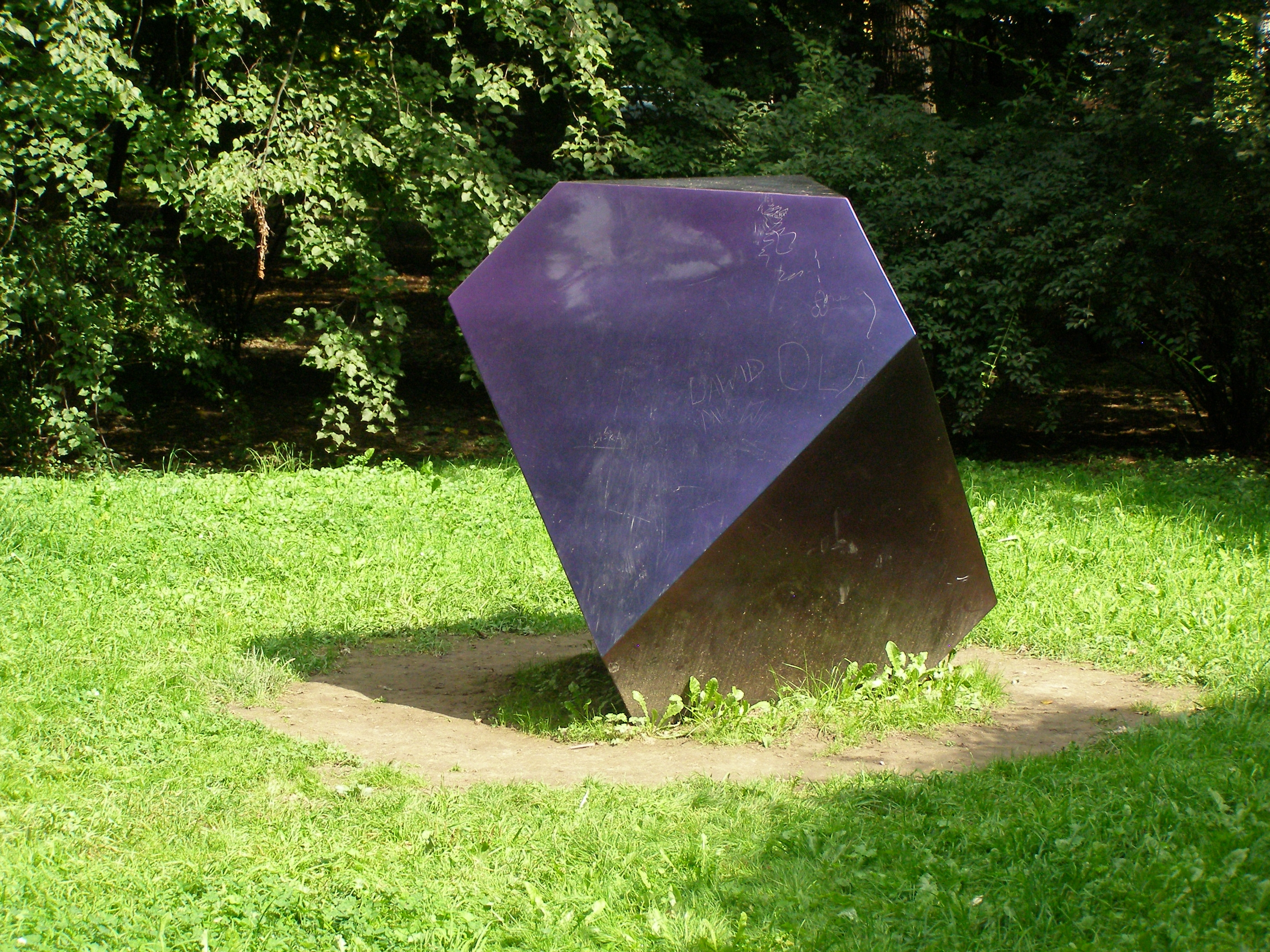
„Melancholia”, park Strzelecki w Tarnowie
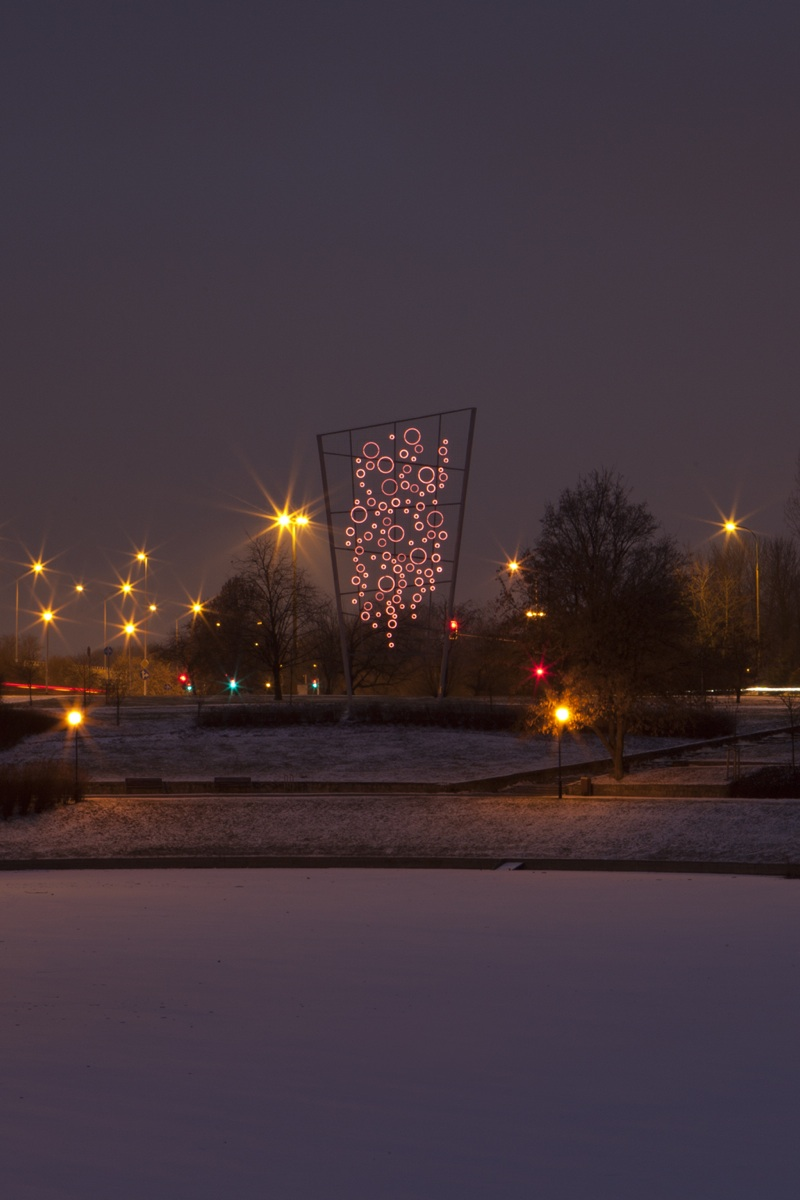
„Światłotrysk”
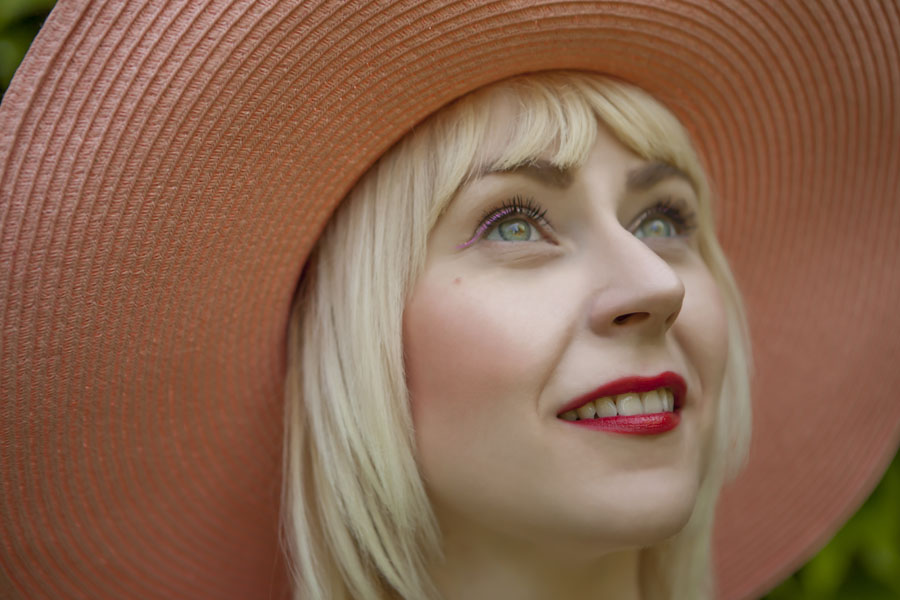
„Mirella von Chrupek portret w kapeluszu”
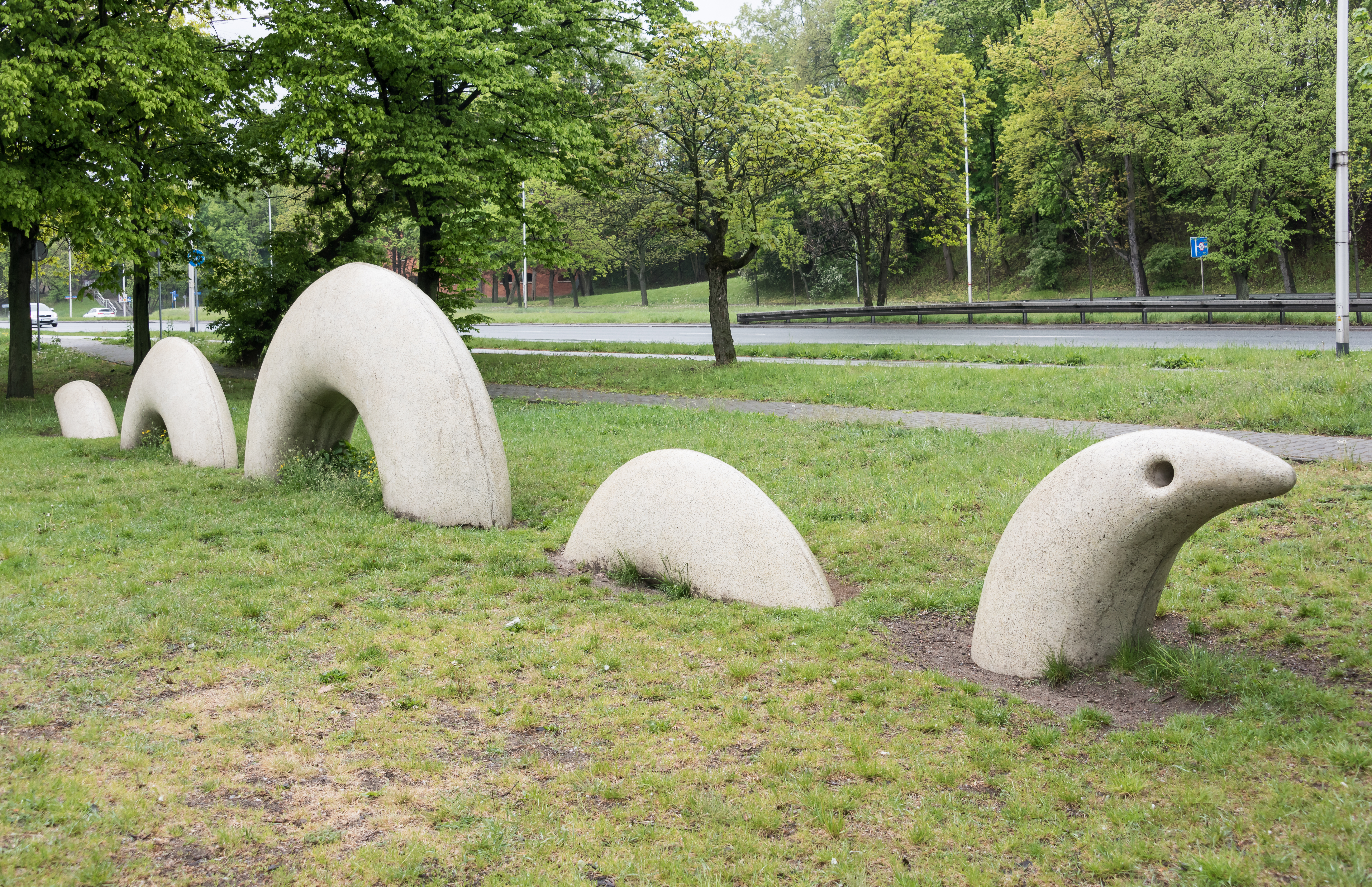
„Ślizg” (2015), Warszawa